# Пасхаев, Умар Алуевич
Ума́р Алу́евич Пасха́ев (род. 31 августа 1988, Шали, Чечено-Ингушская АССР) — российский чеченский кикбоксер, четырёхкратный чемпион России, призёр чемпионата мира 2007 года, чемпион мира 2009 года, чемпион Европы 2010 года, обладатель Кубка мира 2013 года, чемпион Европы среди профессионалов 2012 года, Заслуженный мастер спорта России (2015). Выступает в категории до 62 кг. Его тренирует заслуженный тренер Чеченской Республики Сайхан Джамалдинов.

## Спортивные достижения
- Четырёхкратный чемпион России;
- Призёр чемпионата мира 2007 года;
- Чемпион мира 2009 года;
- Чемпион Европы (Баку, 2010)[1].
- Чемпион Европы среди профессионалов 2012 года;
- Обладатель Кубка мира (Сегед (Венгрия), 2013 год)[2];
- Бронзовый призёр чемпионата России (Нижний Тагил, 2013)[3];
- Чемпион мира (Бразилия, 2013)[4].

## Семья
Старший брат известных кикбоксеров Хамида и Бувайсара Пасхаевых.